# パスラボ山形ワイヴァンズ
パスラボ山形ワイヴァンズ（パスラボやまがたワイヴァンズ、英: Passlab Yamagata Wyverns）は、山形県天童市をホームタウンとするプロバスケットボールチーム。運営法人は株式会社パスラボ。2013年に創設され、現在はB2リーグの東地区に所属している。呼称は山形ワイヴァンズ。

## 概要
呼称は『山形ワイヴァンズ』。ホームタウンは2016年から山形県天童市。山形県初のプロバスケットボールクラブであり、チーム名の「パスラボ」は運営会社である株式会社パスラボを指し、「人から人へのパスを開発する研究所」の意味が込められている。また愛称の「ワイヴァンズ」は伝説上のドラゴン「ワイバーン」に由来し、公募により決まった。ドラゴンのような荒々しい力強さを前面に出した攻撃的なプレー、クールに状況判断をしながら、冷静に試合をコントロールしていく思いを込めている。
ロゴは、コウモリの翼、ワシの脚、蛇の尾をモチーフとしており、メインカラーのウェイクンバイオレットをコウモリの翼に落とし込んでいる。なお、ロゴの製作は、東北芸術工科大学グラフィックデザイン学科デザインチーム「ASSIST」によるものである。
地元メディアは、チーム発足からNBDLでの2シーズンは『パスラボ山形』または『パスラボ』と呼称して、『ワイヴァンズ』という愛称で呼ばれる事はほとんどなかったが、B.LEAGUE開幕を控えた2016年8月頃からNHKなど一部メディアで徐々に『パスラボ』を省略して『山形ワイヴァンズ』と呼称するようになり、2017年現在、地元メディアで『パスラボ』の呼称はほとんど使われなくなっている。

### ホームアリーナ

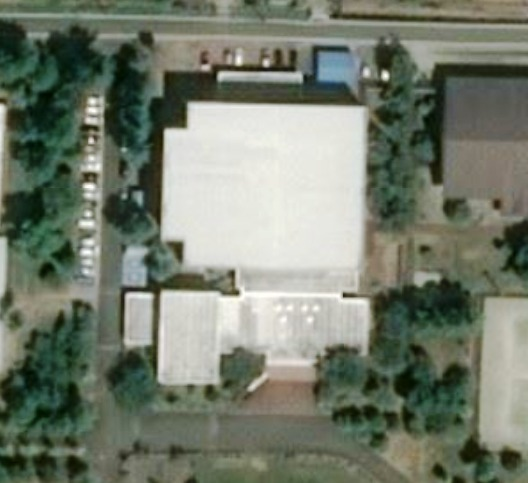
山辺町民総合体育館

チームは山形県全体を活動地域に設定しており、運営する株式会社パスラボは本社を山形市に置いている。当初は山形市の山形市総合スポーツセンター体育館をホームアリーナとしたが、Bリーグ1部に昇格するためには5000人以上収容できる会場でホームゲームの8割を開催することが条件になるため、2016年、これを満たす天童市の山形県総合運動公園体育館に移転した。
またチーム設立と共に山辺町と協定を結び、山辺町民総合体育館を主な練習場所としている。

#### ホームゲーム開催会場
これまでにB.LEAGUEのホームゲームが開催された会場
| ホームアリーナ                           | 16-17 | 17-18 | 18-19 | 19-20  | 20-21 | 21-22  | 22-23 | 23-24 |
| ---------------------------------------- | ----- | ----- | ----- | ------ | ----- | ------ | ----- | ----- |
| 山形県総合運動公園体育館                 | 12    | 26    | 25    | 20(24) | 22    | 20(23) | 23    | 12    |
| 山形市総合スポーツセンター体育館         | 10    | -     | 1     | 2      | 2     | 4      | 2     | 8     |
| 天童市スポーツセンター体育館             | 2     | 2     | 2     | -      | -     | -      | -     | -     |
| 中山町総合体育館                         | 2     | -     | -     | -      | -     | -      | -     | -     |
| 南陽市民体育館                           | 2     | 2     | 2     | 2      | 2     | 3      | 3     | 4     |
| 三友エンジニア体育文化センター（上山市） | 2     | -     | -     | 2      | 4     | -      | 2     | 4     |
| 米沢市営体育館                           | -     | -     | -     | -      | -     | -      | -     | 2     |
| 小真木原総合体育館                       | -     | -     | -     | -      | -     | -      | -     | 2     |
| ホーム試合数計                           | 30    | 30    | 30    | 26(30) | 30    | 27(30) | 30    | 30    |

括弧内は開催予定だった試合数

### ユニフォームスポンサー（2024-25シーズン）
- サプライヤー：ビーファイブ[9]

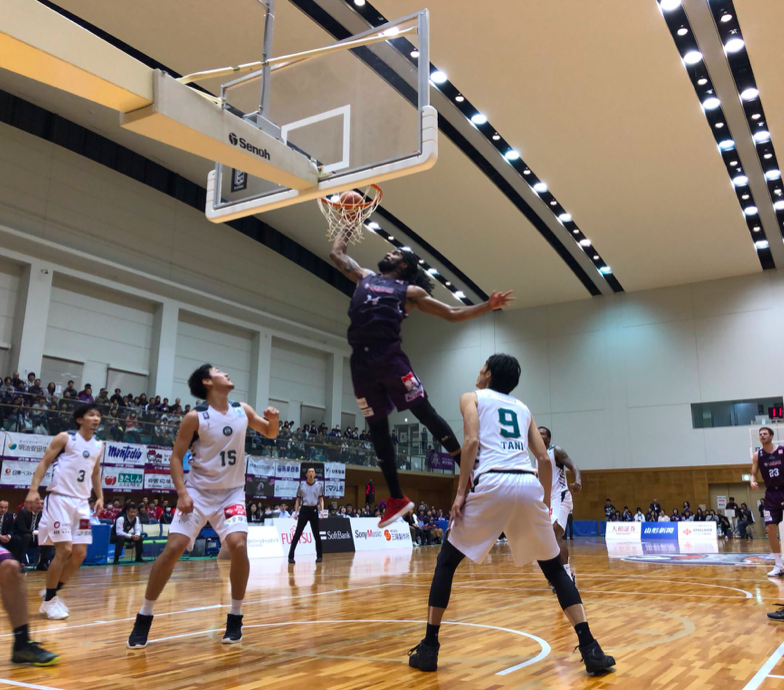
南陽市民体育館で得点するチュクゥディエベレ・マドゥアバム

- 前面：吉本興業（左肩）、ダイバーシティメディア（中央）
- 背面：市村工務店（背番号上部）
- パンツ：ZEXAVERSE（右前腰部）、シヤチハタ（右前太もも上）、東ソー・クォーツ（右前太もも下）、ヤマザワ（左前上）、佐勇（左前下）、山形「つや姫」「雪若丸」ブランド化戦略推進本部（右後ろ上）、藤庄印刷（右後ろ下）、山形銀行（左後ろ）

### 歴代ユニフォーム
| HOME      | HOME      | HOME      | HOME      | HOME      |
| --------- | --------- | --------- | --------- | --------- |
| 2017 - 18 | 2018 - 19 | 2019 - 20 | 2020 - 21 | 2021 - 22 |
| 2022 - 23 | 2023 - 24 | 2024 - 25 | 2025 - 26 |           |
|           |           |           |           |           |

| AWAY      | AWAY      | AWAY      | AWAY      | AWAY      |
| --------- | --------- | --------- | --------- | --------- |
| 2017 - 18 | 2018 - 19 | 2019 - 20 | 2020 - 21 | 2021 - 22 |
| 2022 - 23 | 2023 - 24 | 2024 - 25 | 2025 - 26 |           |
|           |           |           |           |           |

### マスコット
- ヴァンゴー[2][1]

「ワイバーン」の子供の頃の姿をイメージしており、 好きな食べ物は山形牛で、背番号は850。

## 歴史

### 創設
栃木ブレックスの下部組織チームだったTGI D-RISEを前身としている。栃木からは参加権のみならずフランチャイズ移転の形でチーム自体も譲渡された（このため試合運営等で栃木の面影を多く残していた）。2013年8月8日、NBDLの総会で参入を承認。8月9日、山形県内の企業に加え、栃木ブレックス・TGI D-RISEの運営会社リンクスポーツエンターテインメントの出資を受けて「株式会社パスラボ」を設立。10月23日、チーム名を「パスラボ山形ワイヴァンズ」とすることを決定した。
2014年5月29日、東北芸術工科大学グラフィックデザイン学科の学生が制作したロゴマークを発表。同月、初代ヘッドコーチ（HC）に前年度までTGI D-RISEを率いた金澤篤志が就任。創設2シーズン目の2015-16シーズンにプレイオフに進出し、4位となった。
2015年、NBL、NBDL、bjリーグを統合しB1からB3までの3部構造を持つB.LEAGUEが設立されることとなり、同年の夏に1部から3部への振り分けが行われた。山形は1部参入の条件である5000人収容可能なアリーナを確保していたが、チーム創設から2シーズンしか経過していない点を考慮され、B2東地区への参入が決定した。

### B.LEAGUE

#### 2016-17（B2東地区）
山形市総合スポーツセンターをホームアリーナ、山形市をホームタウンとしてB.LEAGUEに参入。金澤HCが退任し、2代目HCに棟方公寿が就任。開幕戦はホームに群馬を迎えて開催され、2戦目でB2リーグ初勝利をあげた。初年度の最終順位は東地区6チーム中4位だった。

#### 2017-18（B2東地区）
このシーズンより、ホームアリーナを山形県総合運動公園、ホームタウンを同公園が所在する天童市に変更した。棟方HCが退任し、後任にジョセフ・クックを招聘した。クックはJBAのコーチライセンスを保有していないため、クラブ内でHCより上位のエグゼクティブコーチに就任して指揮を執った。HCは小関ライアン雄大が就任。シーズン中の2018年3月26日付で成績不振のためクックを解任し、以降の指揮は小関HCが執った。最終順位は東地区3位だった。

#### 2018-19（B2東地区）
小野寺龍太郎が新HCに就任した。最終順位は東地区6チーム中5位だった。

#### 2019-20（B2東地区）
河合竜児が新HCに就任したが、シーズン序盤からの成績不振で12月に解任され、後任のHCには東島奨ACが昇格した。シーズン勝利数はBリーグ参入後最低の8勝に終わり、最終順位も初めて東地区6チーム中最下位となった。

#### 2020-21（B2東地区）
ミオドラグ・ライコビッチが新HCに就任した。今シーズンよりコロナウイルス感染症拡大の影響で東西2地区制となった。東地区8チーム中5位だったが、31勝29敗とシーズンを勝ち越し、リーグ全体順位16チーム中8位でワイルドカードによりプレイオフに進出した。プレイオフ準々決勝（1回戦）で全体順位1位の群馬と対戦し、0勝2敗で敗退した。

#### 2021-22（B2東地区）
ライコビッチ体制2シーズン目。開幕4連勝スタートを切ったが、1月から2月にかけて8連敗、3月中旬から最終戦まで11連敗を喫してプレイオフ進出争いに加わることはできなかった。最終成績は19勝33敗で東地区7チーム中5位。

#### 2022-23（B2東地区）
ライコビッチ体制3シーズン目。このシーズンは26勝34敗で東地区で7チーム中6位、全体で10位で2年連続でプレーオフ進出はならなかった。このシーズンを以てライコビッチHCが退任。またBリーグライセンスがB1からB2に格下げされた。

#### 2023-24（B2東地区）
このシーズンよりOBで香川ファイブアローズヘッドコーチだった石川裕一がヘッドコーチに就任した。

## 成績

### B.LEAGUE

#### 東北カップ／東北アーリーカップ
B.LEAGUE初年度である2016-17シーズンの第5回大会から東北カップに参戦。翌年にリーグ主催のカップ戦「B.LEAGUE EARLY CUP」となった際は東北の主幹クラブとして開催地に選ばれた。
- 2016年：4位
- 2017年：準優勝
- 2018年：5位
- 2019年：6位
- 2020年：新型コロナウイルスの影響で中止
- 2021年：4位
- 2022年：5位
- 2023年：5位
- 2024年：4位

### 天皇杯全日本選手権
- 第90回：不出場(参加基準「NBDL3位以内」に入れず)
- 第91回：3回戦敗退
- 第92回：不出場(B2参加資格なし)
- 第93回：3次ラウンド敗退
- 第94回：不出場(B2参加資格なし)

### 過去のリーグ戦

#### NBDL
レギュラーシーズンにおけるゲーム差は()外が1位とのゲーム差、()内はプレーオフ出場権内までのゲーム差である。
| 年度    | レギュラーシーズン | レギュラーシーズン | レギュラーシーズン | レギュラーシーズン | レギュラーシーズン | レギュラーシーズン | レギュラーシーズン | レギュラーシーズン | 最終結果 | HC       | 備考                         |
| 年度    | 勝                 | 敗                 | 勝率               | ゲーム差           | 得点               | 失点               | 得失点差           | 順位               | 最終結果 | HC       | 備考                         |
| ------- | ------------------ | ------------------ | ------------------ | ------------------ | ------------------ | ------------------ | ------------------ | ------------------ | -------- | -------- | ---------------------------- |
| 2014-15 | 10                 | 22                 | .313               | 20.0(6.0)          | 65.5               | 72.0               | -7.5               | 7位                | 7位      | 金澤篤志 | レギュラーシーズン敗退       |
| 2015-16 | 23                 | 13                 | .639               | 9.0                | 77.0               | 71.3               | +5.7               | 4位                | 4位      | 金澤篤志 | プレーオフセミファイナル出場 |

## 選手とスタッフ

### 歴代ヘッドコーチ
1. 金澤篤志(2014-2016)
2. 棟方公寿(2016-2017)　※2017年4月に病気療養の為離任
3. 小関ライアン雄大(2017-18)　※2018年3月までジョセフ・クックが「エグゼクティブコーチ」として実質指揮
4. 小野寺龍太郎(2018-2019)
5. 河合竜児(2019)
6. 東島奨(2019-2020)
7. ミオドラグ・ライコビッチ(2020-2023)
8. 石川裕一(2023-)

### 過去の所属選手
| - 鳴海亮(2014-2015) - 輪島射矢(2014-2015) - 鮫島宗一郎(2014-2015) - 兼子勇太(2014-2015) - 太田真司(2014-2015) - 中川真雄(2014-2015) - 柏倉秀徳(2015-2016) - 加納誠也(2015-2016) - 石川裕一(2014-2016) - 目健人(2015-2017) - 佐々木瑛(2015-2017) - 高橋祐二(2015-2017) - 山本柊輔(2015-2018) - 小島佑太(2016-2018) - 藤岡昂希(2016-2018) - 宮坂侑(2017-2018) | - ニコラス・ペダーソン(2014-2015) - ダン・ジェニングス(2015) - マグナム・ロール(2015-2016) - ウィリアム・ナイト(2015-2016) - マット・ロペス(2016) - マーカリ・サンダース・フリソン(2016-2017) - ゲイリー・ハミルトン(2016-2017) - セス・ターバー(2016-2017) - ウィル・クリークモア(2017-18) - ビリー・マクシェパード(2017-18) - ロターナ・ウォーボ(2017) - クリストファー・オリビエ(2018) |